# Рибейра
Рибейра (на испански: Ribeira) е селище в провинция Ла Коруня на автономната област Галисия, северозападна Испания. Населението му е 27 159 души (по данни към 1 януари 2017 г.).
Разположен е на брега на Атлантическия океан, на 52 km югозападно от Сантяго де Компостела. Селището се споменава от началото на XIII век, а в края на XVIII век придобива по-голямо значение като риболовно пристанище.